# 尼娜·安德烈耶娃
尼娜·亚历山德罗夫娜·安德烈耶娃（俄語：Нина Александровна Андреева，1938年10月12日—2020年7月24日），苏联及俄罗斯化学教师、政治人物、共产主义者。苏联解体后，担任俄罗斯未注册政党全联盟共产党布尔什维克总书记。

## 生平
1938年生于列宁格勒。苏德战争期间失去了众多亲人，其中包括她的父亲。安德烈耶娃毕业于列宁格勒工学院化学系，获副博士学位。1966年加入苏联共产党。1972年开始担任列宁格勒工学院化学讲师。据本人描述，1979年因像纪检组织揭露所在学校的做假和腐败问题，安德烈耶娃被辞退并开除出党，党内领导甚至按照当时的常见做法暗示她患有精神疾病。1981年3月，经过党内审核，安德烈耶娃得以恢复党籍。
1988年3月13日，《苏维埃俄罗斯报》用一整版篇幅刊登了安德烈耶娃的来信，题目是《我不能放弃原则》。她在信中就苏联进行的改革和斯大林的历史地位问题提出了自己的看法。她认为苏联正在“背离社会主义”；目前对斯大林的批判有“不少歪曲和片面性”。4月5日，《真理报》发表《改革的原则：思维和行动的革命性》，以批判其观点。由此，揭开了苏联共产党第十九次代表大会前夕的一场改革与抵制改革的论战。
1988年，组织成立左翼反对党“团结－保卫列宁主义和共产主义思想”。1991年7月13日，改为苏共布尔什维克纲领。1991年11月8日后，一直担任全联盟共产党布尔什维克总书记。该党自视为苏联共产党的继任者。该党的意识形态是共产主义、马克思列宁主义。1992年10月6日，安德烈耶娃在朝鲜金日成综合大学向该校师生及研究人员发表演讲《社会主义事业是不可战胜的》。1993年10月因宪政危机被勒令暂时停止活动。2014年发表观点支持俄罗斯兼并克里米亚和乌克兰叛乱。
2020年7月24日在圣彼得堡逝世。

## 家庭
丈夫：弗拉基米尔·伊万诺维奇·克卢申（1926年－1996年），哲学博士，列宁格勒工学院哲学教研室主任。